# باد کرویتسناخ
شهر باد کرُیتسناخ (به آلمانی: Bad Kreuznach) در ایالت راینلند-فالتز در کشور آلمان واقع شده است.

## نگارخانه

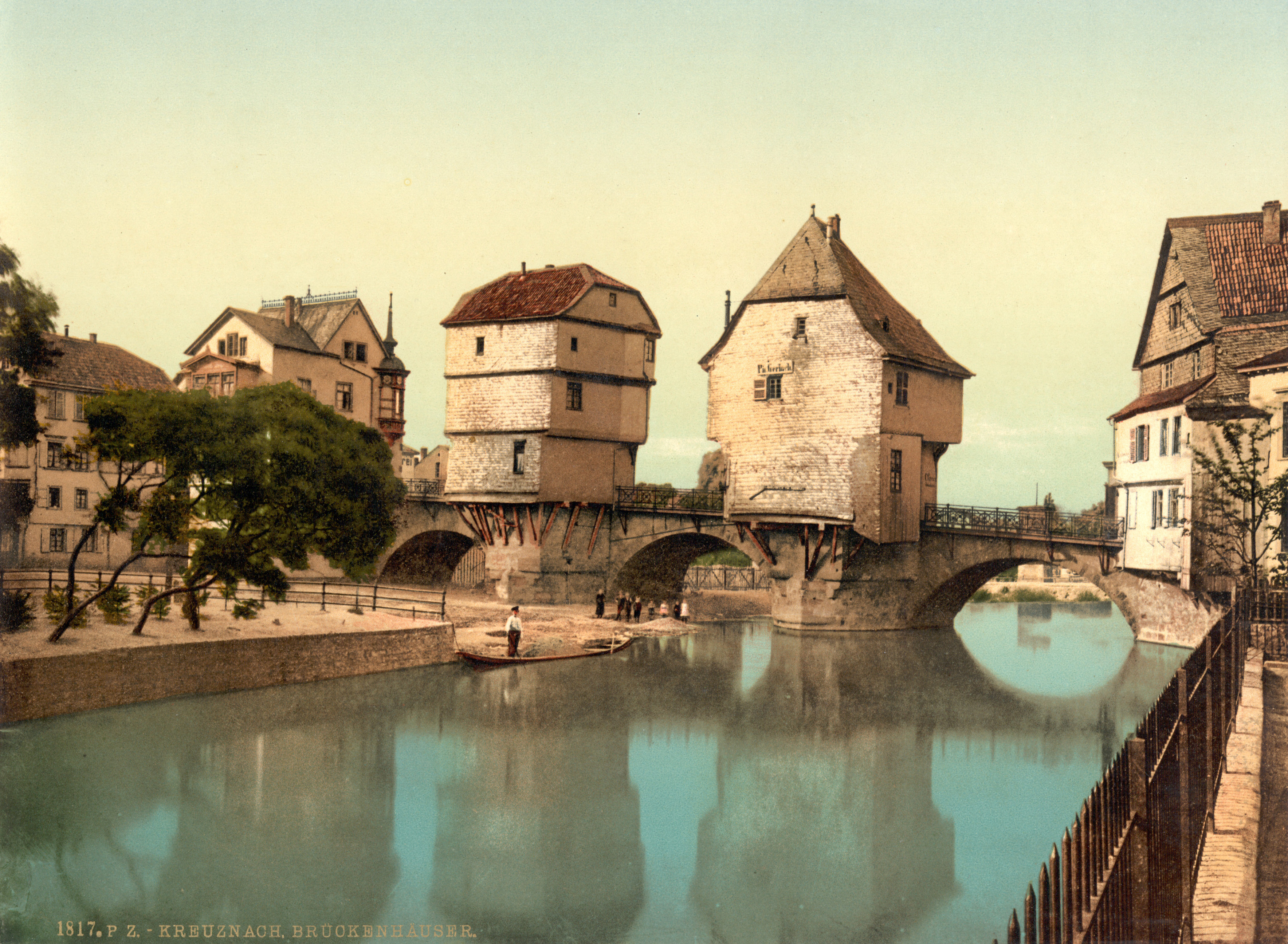
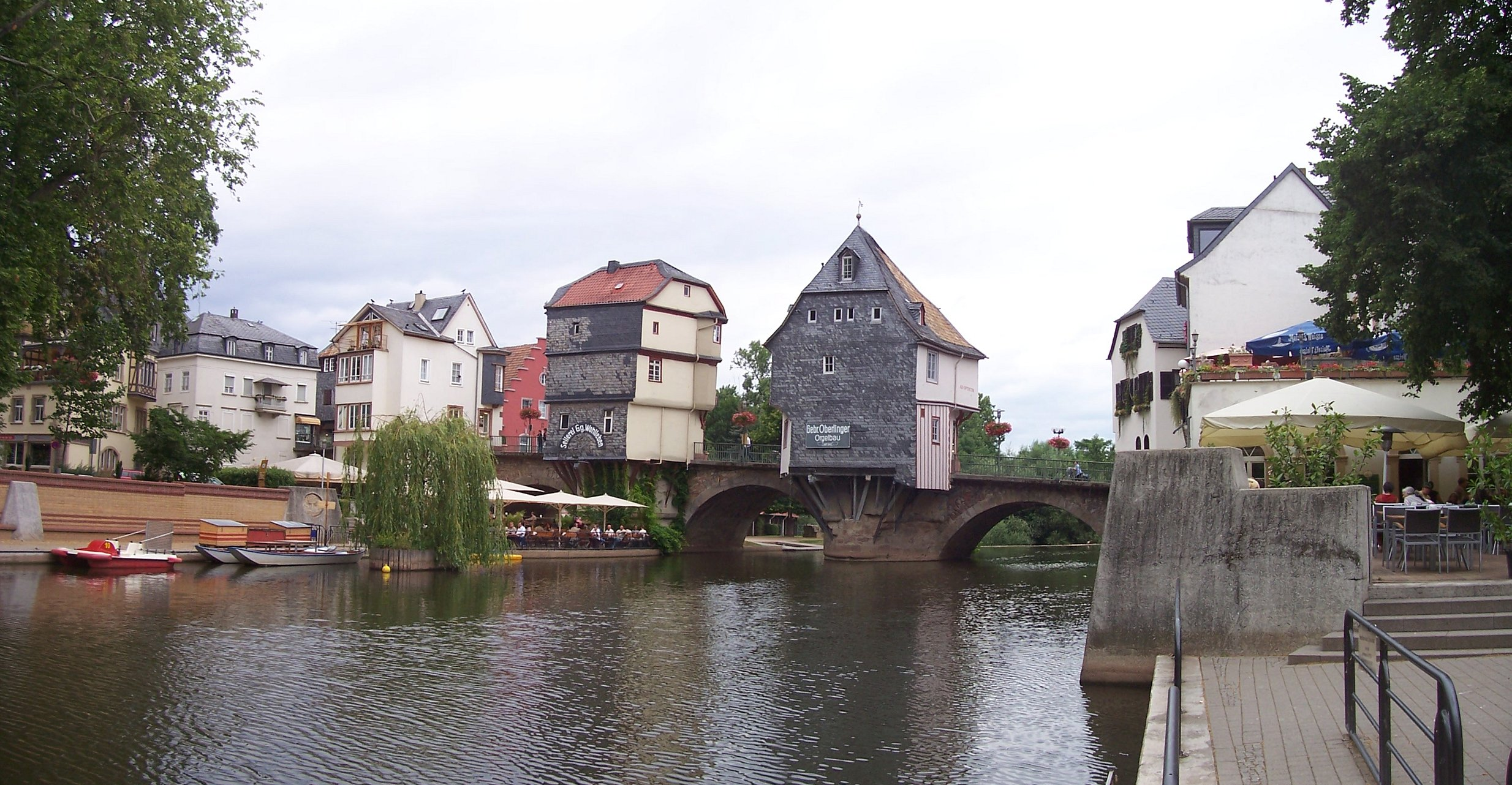
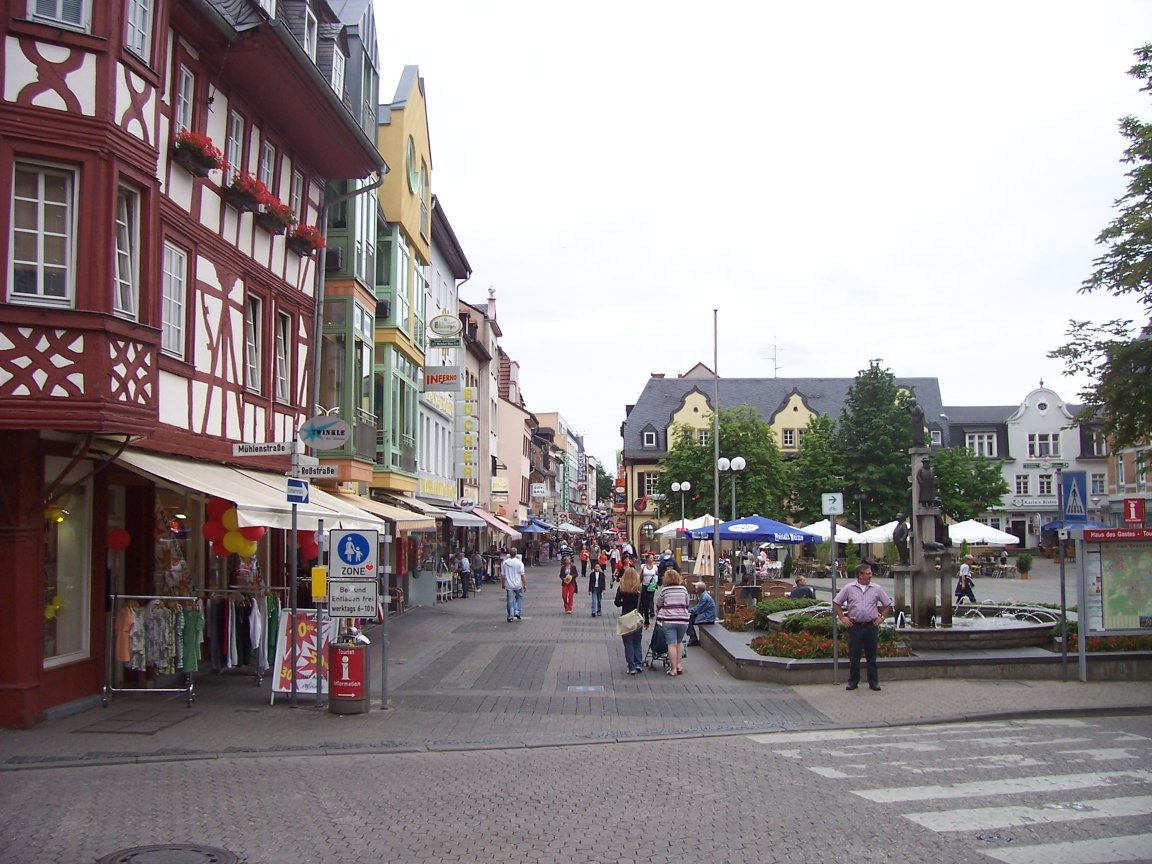